# 紫錐折螺
紫錐折螺（学名：Inella acicula）为左錐螺科格粒螺屬下的一個海螺的物種。

## 分佈
本物種見於台灣綠島。

## 外部連結
- 維基物種上的相關：紫錐折螺